# Hadrocryptus toliensis
Hadrocryptus toliensis là một loài tò vò trong họ Ichneumonidae.